# Леонтьєва Світлана Іванівна
Світлана Іванівна Леонтьєва (2 грудня 1959 р., Бориспіль, Київська область) — українська телеведуча. Відома як багаторічна ведуча новин на телеканалі «Інтер». Пізніше вела новини та деякі інші проєкти на Першому національному телеканалі, а з 2020 року — ведуча новин на телеканалі Дом. Заслужена журналістка України.

## Життєпис
Батько був педагогом-фізиком, директором школи, де навчалася Світлана. Мати тривалий час працювала на швейній фабриці, очолювала профспілку.
Закінчила школу із золотою медаллю. Проявляла потяг до математики та фізики. Закінчила фізичний факультет Київського державного університету.
Працювала на заводі напівпровідників «Квазар», де був хороший радіовузол. Одного разу їй запропонували написати та прочитати замітку по заводському радіо. З праці диктора розпочалася журналістська робота.
На телебаченні працює з 1993 року. Була ведучою інформаційних програм. З 1995 — у прямому ефірі. І одночасно як журналістка, робила репортажі з понад 20-ти країн світу, серед них і «гарячі точки» — Боснія, Ліван, Македонія, Ізраїль.
Із жовтня 1997 року працювала на телеканалі «Інтер», де вела новини російською мовою. Потім керівництво вирішило змінити стиль і формат передач та омолодити колектив (зокрема запрошено людей з К1), а на багаторічних працівників «Інтера» чинили тиск. Через цю ситуацію навесні 2007 року «з каналу в один день пішли двісті людей», як твердить ведуча. Леонтьєва перейшла на Київську обласну телекомпанію, де вела програму «Час країни» українською мовою.
У 2008 році перейшла на Перший національний телеканал , де працювала певний час ведучою новин. Вела програми «Новини», «Іспит для влади» та «Театральні сезони».
У березні 2020 року почала працювати на телеканалі Дом ведучою новин.
Навчається в Київському національному університеті театру, кіно й телебачення ім. Івана Карпенка-Карого, де вивчає екранні мистецтва.
Зараз одружена вдруге. Теперішній чоловік Сергій — військовий журналіст. Син Гліб навчався в гімназії з поглибленим вивченням французької мови, отримав освіту правника в Київському національному університеті.

## Фільмографія
- 2005 — На білому катері (Росія, Україна) — дикторка
- 2006 — Мости сердечні (Україна)
- 2007 — Знак долі (Україна) — дикторка[7]